# Keeving
Keeving är en internationellt vedertagen term för pektinfällning, en metod för att klargöra must, framförallt äppelmust vid tillverkning av cider. Metoden förekommer främst i Normandie och Bretagne i Frankrike vid tillverkning av Cidre Bouché, som är en på förhållandevis syrlig äppelmust, hantverksmässigt tillverkad naturligt mousserande kvalitetscider med viss restsötma. 
Vid tillverkning av Cidre Bouché tillämpas keeving, under den inledande jäsprocessen, (innan alkoholproduktionen i musten påbörjats). Pektinet i musten fälls ut som gelé och förs upp till ytan av bubblor från den begynnande jäsningen. Därvid bildas efter en tid ett brunt lock, på franska chapeau brun (svenska "brun hatt"), flytande ovanpå musten. Pektingelén drar till sig orenheter, jästceller och kväve som finns i musten, upp till den bruna hatten. En tydligt tredelad vätska  med den största delen utgörande en klarare vätska i mitten, erhålls efter en tid. Under den bruna hatten återfinns den klarare musten, kraftigt reducerad från kväve och jästceller och i botten återfinns jästfällning. Den klara musten sifoneras till nya jäsningskärl, utan att varken den bruna hatten eller jästfällningen kommer med, där den får fortsätta att jäsa långsamt, med de återstående naturligt förekommande jästcellernas hjälp. Keeving-processen gynnar apikala jästceller som är kända för att bidra till att utveckla ciderns fruktaromer och ge cidre bouché dess karaktär. När mustens jäsningsprocess stabiliserats kan den tappas på flaska för fortsatt jäsning, och blir under denna jäsning naturligt mousserande. Flaskor av champagne-typ, med kork och muselet används vanligen.
Keeving-metoden är notoriskt svårbemästrad. En undersökning i Frankrike kom fram till att även hos de mest framstående producenterna går så mycket som 1 av 10 satser fel, och genomsnittet var 35% felprocent. För att lyckas med keeving måste äpplena nå tillräckligt högt pektininnehåll. Detta sker naturligt om äpplen får ligga en stund efter att de plockats eller fallit ned, men det är mycket svårt att säkert veta att rätt proportion i musten erhållits. I industriell cidertillverkning plockas och pressas äpplena snabbt, och tidskrävande, ofta felbehäftade extra processteg rationaliseras bort av kostnadsskäl och olika tillsatser av t ex socker används istället. Därför det ofta små och medelstora kvalitetstillverkare som använder keeving-metoden. Keeving-metoden förekommer även i mindre skala i Storbritannien idag, men var förr vanlig även där.